# Rubus griffithianus
Rubus griffithianus är en rosväxtart som beskrevs av William Moyle Rogers. Rubus griffithianus ingår i släktet rubusar, och familjen rosväxter. Inga underarter finns listade i Catalogue of Life.